# Carrer de Cavallers (Lleida)
El Carrer de Cavallers és un carrer catalogat com a monument del municipi de Lleida inclòs en l'Inventari del Patrimoni Arquitectònic de Catalunya.

## Descripció
Carrer antic de la ciutat de traçat irregular, amb diferents amplades entre 4 i 10 metres, vorejat de cases antigues de planta baixa i de 4 a 6 pisos, que de vegades invadeixen una mica la calçada. Força carrerons hi desemboquen i a la vegada hi porten les seves aigües, ja que té força pendent. L'extrem més elevat es troba a la plaça dels Quarters i, costera avall, arriba fins a La Banqueta. Al número L'any 2004, va obrir les portes la galeria d'art contemporani Espai Cavallers 31/33. L'església de Nostra Senyora dels Dolors i l'antic convent del Roser són també fites importants en aquest carrer.

## Història
Començà essent un camí que de la Via Augusta (Carrer Major) muntava al cim de l'acròpoli ilergeta. En els llibres antics és sempre anomenada el Romeu. Durant la dominació àrab separava les comunitats cristiana i judaica. Aquesta darrera part de la població habitava el barri situat al llevant del carrer, que s'anomenava La Cuirassa, entorn el carrer de la Companyia i construït sobre unes antigues adoberies romanes. Fins al segle xvi, continuà dient-se el tram superior Cap del Romeu, i el tram inferior Peu del Romeu. Entrant el segle xvi, la calçada ja s'anomena Carrer de Cavallers, pel gran nombre de veïns de noble llinatge. El 1936 fou de destrucció de velles construccions, en lloc de les quals algunes tipologies modernes s'hi han assentat.
L'edifici que ocupa l'actual número 22, on es trobava la llibreria Totem i més antigament el col·legi Santiago Apòstol, data del segle xiii i és conegut com a Casa Albiñana.